# Panzerzug 6
Der Panzerzug 6 (kurz: Eisb. Pz. Zug Nr. 6 oder PZ 6) war ein deutscher Panzerzug aus der Zeit des Zweiten Weltkrieges und wurde ab 1938 von der Wehrmacht eingesetzt.

## Geschichte
1937 hatte das Oberkommando des Heeres entschieden, keine neuen Panzerzüge zu bauen. Man empfand diese Art der Waffe als veraltet und zu teuer. Aus diesem Grund griff man, mit einer Verfügung vom 23. Juli 1938, auf ältere Bahnschutzzüge der Reichsbahn zurück. Somit wurde der Bahnschutzzug Königsberg der Reichsbahndirektion Königsberg zum Eisenbahn-Instandsetzungszug Insterburg. Zu dieser Zeit waren die Panzerzüge nur infanteristisch ausgerüstet und verfügten, neben zwei Abstoßwagen, über sechs gepanzerte, ehemalige gedeckte Güterwagen. Erst ab dem 26. Oktober wurde der Panzerzug offiziell als Panzerzug 6 gelistet.

## Technische Daten

### Lokomotive

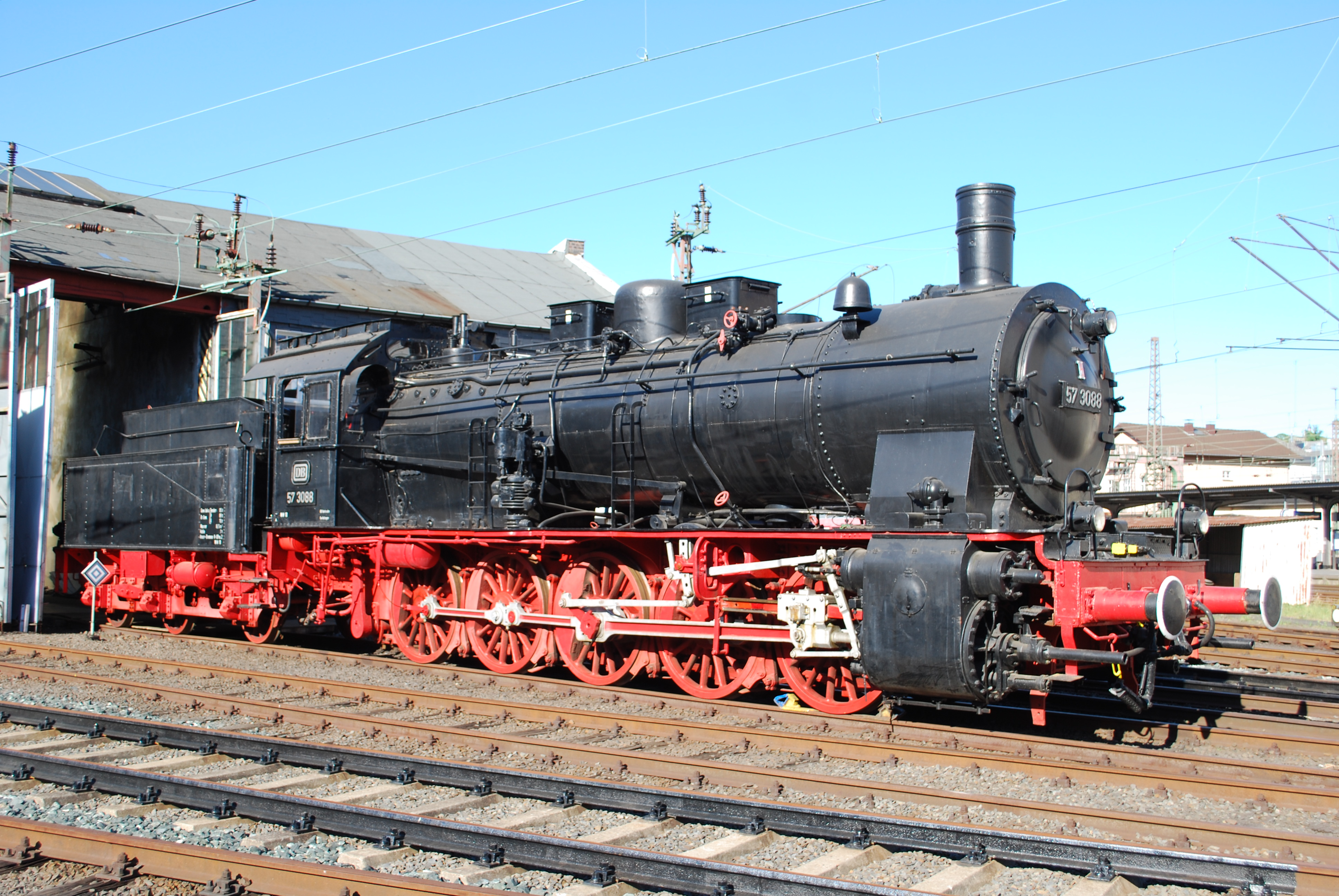
Ungepanzerte Preußische G 10

Die Dampflokomotive des Panzerzuges, damals noch Bahnschutzzug, war eine Preußische G 10, jedoch ist die Nummer dieser Panzerzuglokomotive nicht bekannt. Sie wurde komplett mit Panzerplatten gepanzert und wurde so bereits verwendet, als der Panzerzug noch ein Bahnschutzzug war.

### Artilleriewagen
Der Panzerzug 6 wurde erst ab dem 26. Oktober 1939 mit zwei Artilleriewagen ausgerüstet. Bei den Geschützen handelte es sich um ältere Marinegeschütze auf einer Sockellafette. Die Wagen befanden sich direkt hinter den Abstoßwagen an den Enden des Panzerzuges. Die Wagen selber waren ehemalige O-Wagen, in deren Mitte die Geschütze auf eine erhöhten Plattform montiert wurden. Die Wagen waren nach oben hin offen und aufgrund der erhöhten Position und der Sockellafetten, konnten die Geschütze über die Seitenwände der Wagen feuern. In der Mitte konnten die Seitenwände abgeklappt werden. An beiden Enden des Wagens waren gedeckte Unterstände für die Mannschaft eingerichtet worden. Die Seriennummern dieser Wagen waren 790 210 und 790 211.
Im Jahr 1942 wurden die beiden Artilleriewagen entfernt und durch erbeutete Panzer-Triebwagen D-2 ersetzt. Bei einem der Panzer-Triebwagen wurde der Motor entfernt, beim zweiten blieb er vorhanden. Dadurch konnte dieser unabhängig vom Panzerzug eingesetzt werden. Im weiteren Verlauf des Krieges wurde dieser allerdings ebenfalls ausgebaut.

### Flakwagen
Schon bei der Aufstellung des Panzerzug 6 sollten 2-cm-Flak 38 zum Schutz gegen Flugzeuge verwendet werden. Die Ausstattung unterblieb jedoch vorläufig und so erhielt der Panzerzug zwei Zwillingssockel Typ 36 mit je zwei Maschinengewehre 34. Sie wurden in den Dächern von zwei Sturmwagen eingebracht. Diese wurden erst im September 1942 durch zwei 2-cm-Flak 38 verbessert. Im Oktober 1943 wurden die Flakgeschütze durch je eine 2-cm-Flak-Vierling 38 ausgetauscht.

### Sturmwagen

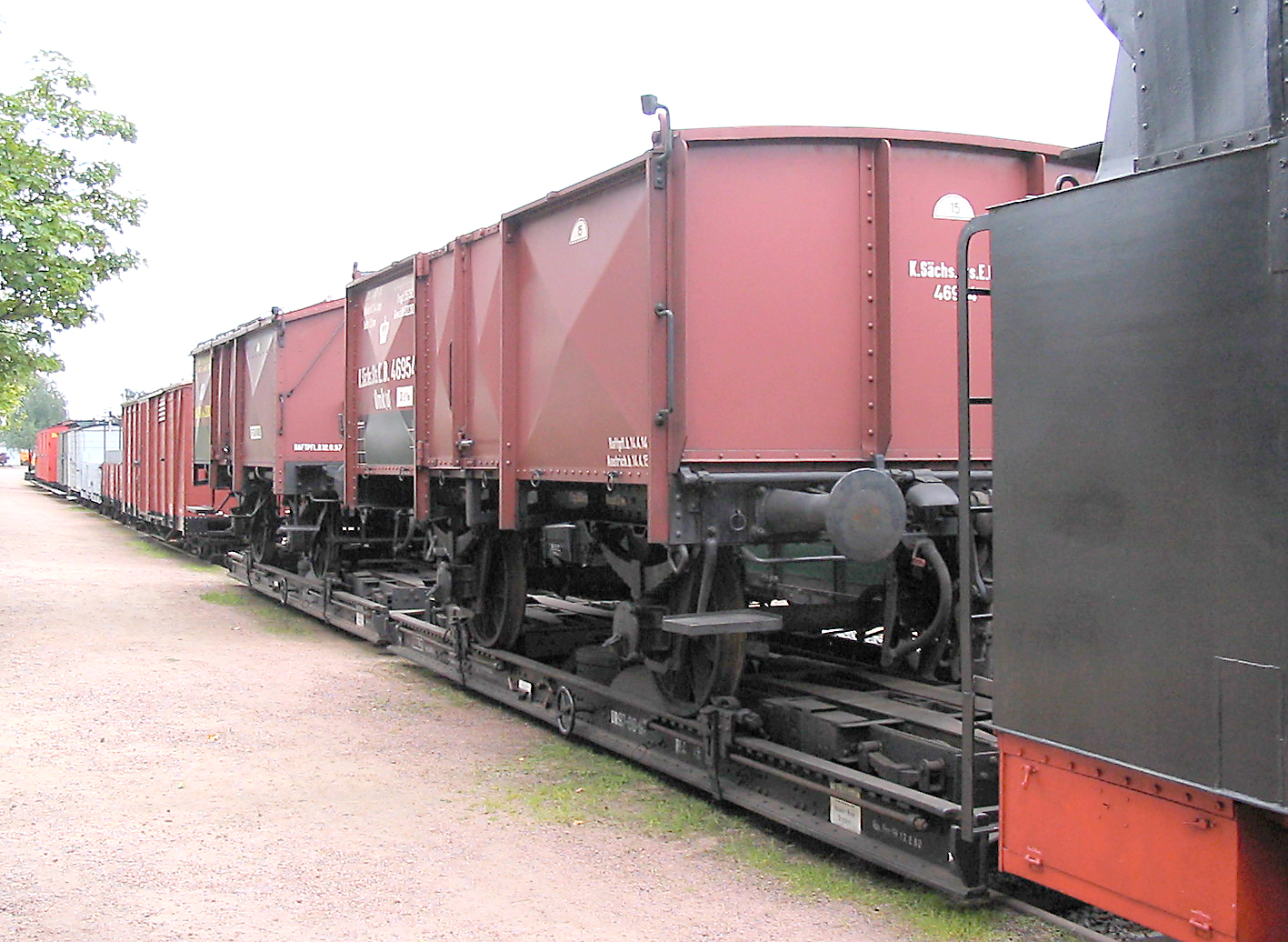
Kohlenwagen nach Musterblatt A6

Der Bahnschutzzug verfügte über vier alte preußische O-Wagen der Bauart Schwein O, welche gemäß dem Musterblatt IId 1 (Musterblatt A6). Dies waren ehemalige offene Kohlewagen mit einem Ladegewicht von 15 t. Zwei dieser Wagen waren weiterhin oben offen und verfügten über eine Panzerblende. Die beiden anderen Wagen hatten einen Dachaufbau wie sie bereits im Ersten Weltkrieg genutzt wurden. Die Panzerung bestand einer 30 mm starken Außenwand aus gehärtetem Stahl und einer 30 mm dicken zweiten Wand aus Weichstahl mit Luft-Zwischenraum.

### Kommandowagen
Der Panzerzug 6 verfügt zur Zeit als Bahnschutzzug über zwei ehemalige dreiachsige gedeckte Güterwagen der Bauart G(n)l, welche gemäß dem Musterblatt IIc 13 definiert waren. Diese wurden zwar mit Stahl gepanzert, dennoch konnten S.m.K.-Geschosse sie durchdringen. Der genutzte Stahl war zwar relativ dick, doch von minderer Qualität. Die Wagen verfügten über Gewehr-, Maschinengewehr- und Beobachtungsluken in unterschiedlicher Ausprägung und Anzahl in den Wänden. Für den Aus- und Einstieg verfügten sie über Türen an den Seiten der Wagen und über Bodenluken. Diese Bodenluken verfügten über, zwischen den Achsen befindliche, Ausfallkästen. Dadurch konnte Personal, welches über diese Luken den Wagen verließ, in Deckung gehen. Das Leergewicht der Wagen, ohne Panzerung, war mit 15 t angegeben. Je ein Wagen befand sich zwischen zwei Sturmwagen. Beide Wagen verfügten über einen Beobachtungsstand auf den Dächern. Weiterhin erhielt einer der Wagen eine um das Dach verlaufende Rahmenantenne.

### Abstoßwagen
An beiden Enden des Zuges befanden sich jeweils ein zweiachsiger Flachwagen, welche als Abstoßwagen dienten. Sie dienten dazu, den Panzerzug vor Minen oder Entgleisung zu schützen und Gefahren vor den wichtigen Wagen zu beseitigen. Zusätzlich dienten sie zum Transport von Material wie Schienen, Bahnschwellen, Fahrrädern oder sonstigem Material.

## Einsatz

### 1939
Mit Ausbruch des Zweiten Weltkrieges, dem Überfall auf Polen am 1. September 1939, befand sich der Eisenbahn-Instandsetzungszug Insterburg noch in der Aufstellungsphase in Korschen und hatte seine volle Kampfstärke noch nicht erreicht. Nachdem der Instandsetzungszug einsatzbereit war, jedoch ohne Artilleriewagen, verlegte er nach Lyck. Dort unterstützte er die auf der Ostflanke der am Narew stehende Brigade Goldap bei der Einnahme des Grenzbahnhofes Grajewo. Im weiteren Verlauf unterstützte e die Angriffe auf Osowiec-Twierdza am 13. September und Knyszyn am 15. September. Im Anschluss wurde er nach Sudauen verlegt. Anfang Oktober wurde er ins Reichsbahnausbesserungswerk Königsberg verlegt und erhielt zwei Artilleriewagen. Mit Wartung und Aufwertung verblieb der, ab da an genannte, Panzerzug 6 einen Monat vor Ort.
Vor dem Jahresende 1939 wurde der Panzerzug in den Westen von Deutschland verlegt. Neuer Stationierungsort für den Panzerzug 6 wurde Lintorf.

### 1940

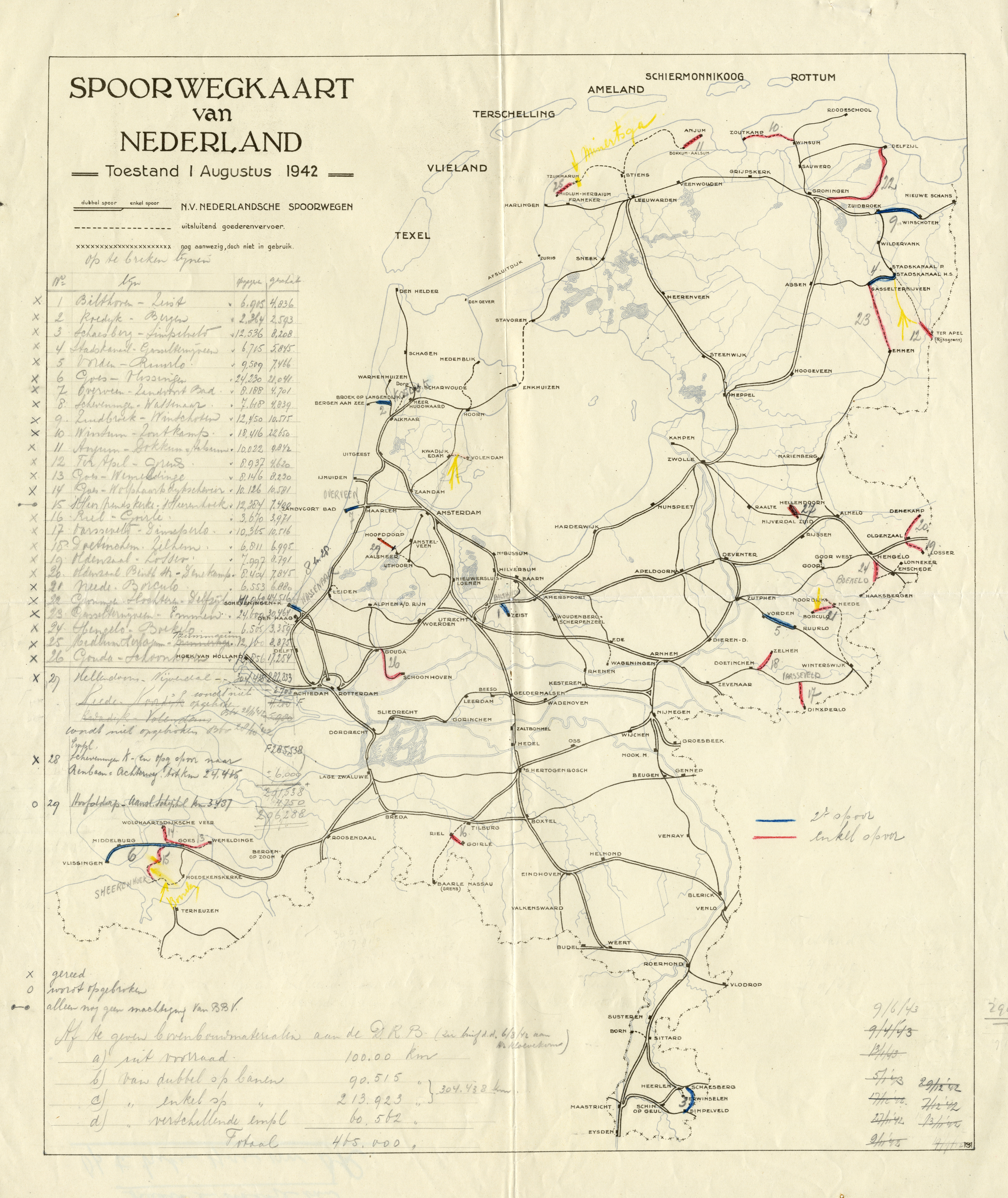
Karte von Bahnstrecken in den Niederlanden (1942)

Mit dem Eintreffen in Lintorf wurde der Panzerzug 6 der Heeresgruppe B unterstellt. Am 3. Mai 1940 wurden die Kommandanten von sechs Panzerzügen zu einer Einsatzbesprechung in Dinslaken beordert. Hier wurden ihnen die die Befehle und Aufgaben für die kommenden Operationen erläutert. Ab dem 10. Mai sollten sie in einem raschen Vormarsch Brücken über die Vechte, IJssel und Maas nehmen, in die feindlichen Stellungen vordringen und diese durchstoßen.
Kurz vor dem Angriff verlegte der Panzerzug nach Weener und hielt sich bereit. Als am 10. Mai 1940 die Wehrmacht in die Niederlande einmarschierte, wurden die Befehle umgesetzt. Der Panzerzug 6 sollte mit der 1. Kavallerie-Division die niederländischen Stellungen in Frieslande überrollen und bis zum Abend des ersten Angriffstages Harlingen erreichen. Ziel war es, die Befestigungen am Ostende des Abschlussdamms der Zuiderzee handstreichartig zu nehmen. Allerdings traf der der Panzerzug bereits am Grenzort Nieuweschans auf eine gesprengte Brücke über die Westerwolder Aa. Der Panzerzug musste auf Pioniere warten, welche die Brücke in kurzer Zeit für ihn passierbar machten.
Nur wenige Kilometer weiter östlich, bei Winschoten, stieß man auf eine geöffnete Eisenbahndrehbrücke. Die Infanterie des Panzerzuges bootete aus und versuchte auf die andere Seite des Flusses überzusetzen. Die vor Ort liegenden Niederländer konnten die ersten Versuche abwehren, wodurch der Überraschungsangriff gescheitert war. Der Panzerzug muss sich nach Elberfeld zurückziehen und verblieb bis zum Ende des Westfeldzug vor Ort.
Am 1. September wurde der Panzerzug nach Tilsit in Ostpreußen verlegt. Dort bereitete man sich auf einen möglichen Einmarsch in die Sowjetunion vor, führte Wartungs- und Modernisierungsarbeiten durch und beübte die Besatzung.

### 1941
Einen Tag vor dem Unternehmen Barbarossa, stand der Panzerzug 6 in Memel. Als am 22. Juni 1941 das Unternehmen Barbarossa begann, rückte der Panzerzug über den Grenzort Krottingen nach Norden vor und beteiligte sich an den Kämpfen um Libau.
Im Sommer und Herbst 1941 wurde der Panzerzug nicht an der Front eingesetzt, sondern machte Erkundungsfahrten auf den Eisenbahnstrecken der eroberten Gebiete. Weiterhin wurde er für die Sicherung der Umspurarbeiten, sowie bei der Bekämpfung von gegnerischen Truppen im Hinterland eingesetzt.

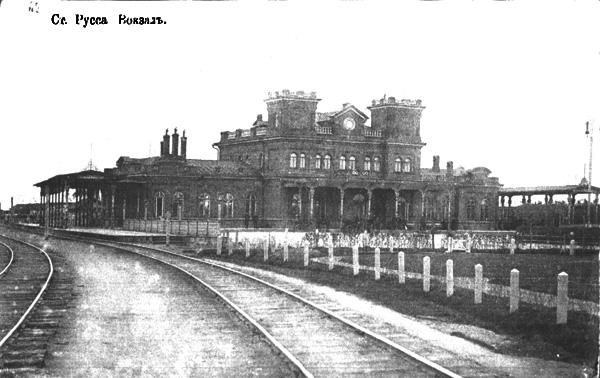
Bahnhof von Staraja Russa (1916)

Zu dieser Zeit war der Panzerzug 6 der Heeresgruppe Nord unterstellt und rückte mit der Umspurung immer weiter vor. Sein Weg führte ihn von Libau über Riga und Walk nach Pleskau. Am 3. September stand er in Podsevy (Lage). Wenige Tage später hatte er sein Zielgebiet auf der Eisenbahnstrecke zwischen Batezki und Dno erreicht. Dabei sicherte er zusätzlich die Eisenbahnstrecke zwischen Batezki und Weliki Nowgorod, sowie zwischen Dno und Staraja Russa. Die Sicherung der Strecken übernahm bis ins Jahr 1942 hinein.

### 1942
Als am 7. Januar 1942 die sowjetischen Truppen südlich des Ilmensee über das Eis des Sees hinter die deutschen Linien eindrangen, drohte damit die Einnahme der Stadt Staraja Russa. Der Kommandeur des rückwärtigen Gebiets ließ den Panzerzug 6 von Dno nach Staraja Russa fahren um die Stadt zu sichern. Am 11. Januar kam es zu einem Gefecht mit sowjetischen Truppen östlich des Polist bei Ljadinki (Lage). Irrtümlich beschoss er auch eigene Truppen in Sabolotje (Lage), welche durch getragene Schneehemden nicht von sowjetischen Truppen zu unterscheiden waren.
Noch am gleichen Tag fuhr zur Auffüllung von Wasser nach Wolot (Lage) und meldete am nächsten Morgen einen Lokschaden. Die Reparaturen dauerten bis zum 17. Januar. danach stand er wieder in Staraja Russa und unterstützte die eigenen Truppen mit Artillerie. Mitte Februar stand er aus Sicherheitsgründen in Tuleblja (Lage) und gab weiter Artillerieunterstützung.
Nachdem sich die Lage an der Front langsam stabilisiert hatte, wurde er zurück nach Dno geschickt. In den folgenden Wochen war er mit der Sicherung der Eisenbahnstrecke von Pleskau über Dno nach Staraja Russa, sowie der Eisenbahnstrecke von Dno nach Nowosokolniki beauftragt worden. Am 23. April verlor der Panzerzug bei einem Einsatz gegen Partisanen bei Dubowaja (Lage) zwei Besatzungsmitglieder. Mitte Mai wurde er nach einer Beschädigung zum Umbau in das Ostbahn-Ausbesserungswerk Pruszków bei Warschau verlegt. Die Umbauarbeiten begannen im Juli und dauerten bis September an.

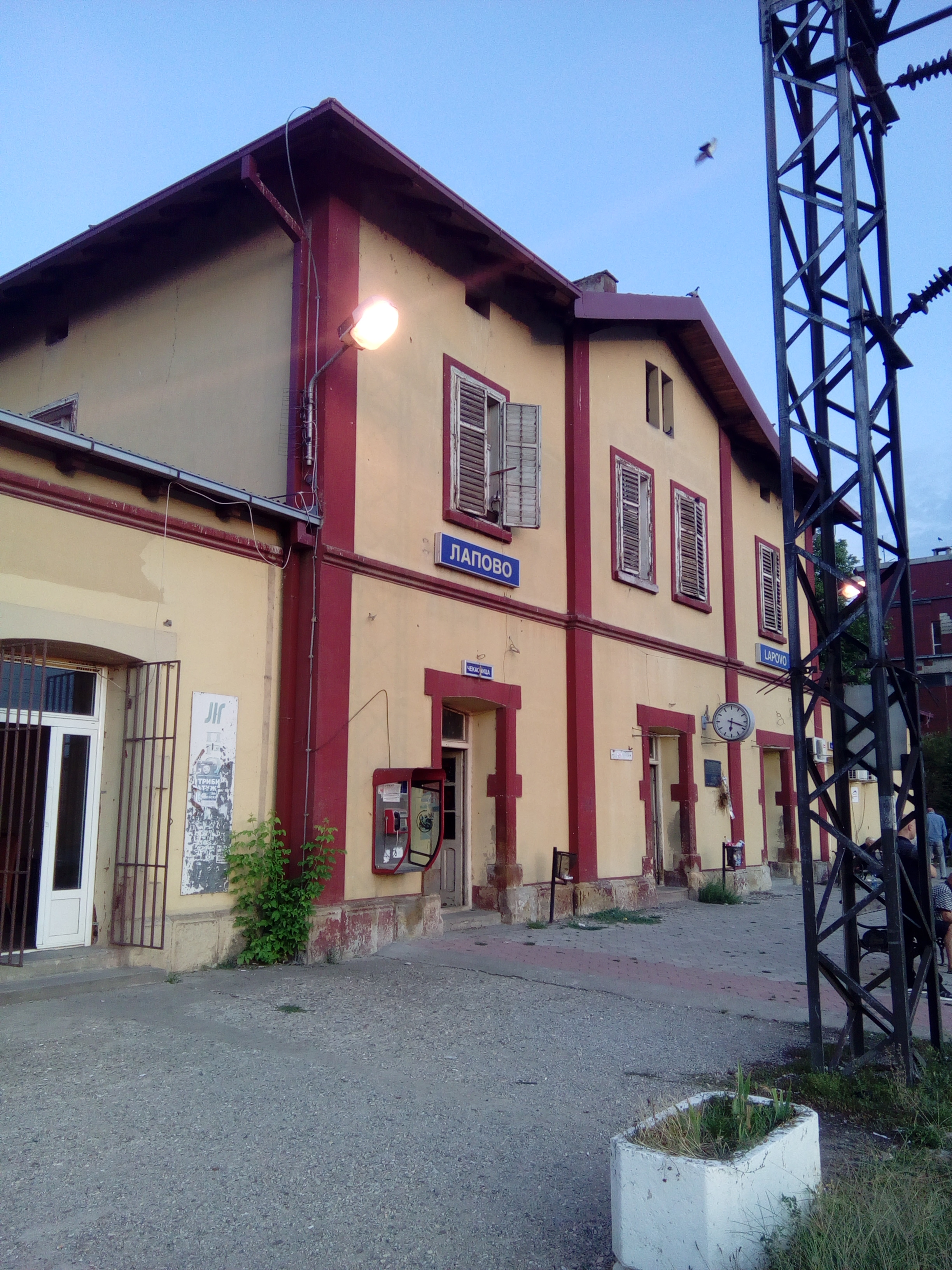
Bahnhof von Lapovo

Ab Oktober war der Panzerzug wieder einsatzbereit und wurde auf den Balkan verlegt. Das neue Einsatzgebiet war die gesamte Eisenbahnstrecke von Agram bis Belgrad. Teilweise wurde auch bei Nisch eingesetzt und in Lapovo stationiert.

### 1943
Zwischen dem 1. und 7. Januar 1943 hatte der Panzerzug keine Einsätze. Am Morgen des 8. Januar begann der Panzerzug, auf Befehl des Kommandeurs der 714. Infanterie-Division eine Sicherungsfahrt über Smederevska Palanka nach Ralja (Lage). Gegen Mittag traf der Panzerzug ein und vor Ort gab es eine taktische Besprechung mit dem Kommandeur des Infanterie-Regiment 724, dem der Panzerzug ab dem 10. Januar unterstehen sollte. Im Anschluss unternahm der Panzerzug noch eine Sicherungsfahrt nach Melo Kosne. Am nächsten Tag fuhr er zurück nach Lapovo.
Am 11. und 12. Januar unternahm er eine Sicherungsfahrt nach Opština Ćuprija, welche ohne Vorkommnisse verlief. Vom 13. bis zum 19. Januar unternahm der Panzerzug keine Sicherungsfahrten und verblieb in Lapovo. Am 20. Januar fuhr er eine Sicherungsfahrt nach Ralja und wieder zurück. Am Abend des 23. Januar wurde der Panzerzug durch die 704. Infanterie-Division alarmiert. Dieser sollte weite Entfernungen vom Heimatbahnhof vermeiden. Die restlichen Tage des Monats verliefen ohne Vorkommnisse.

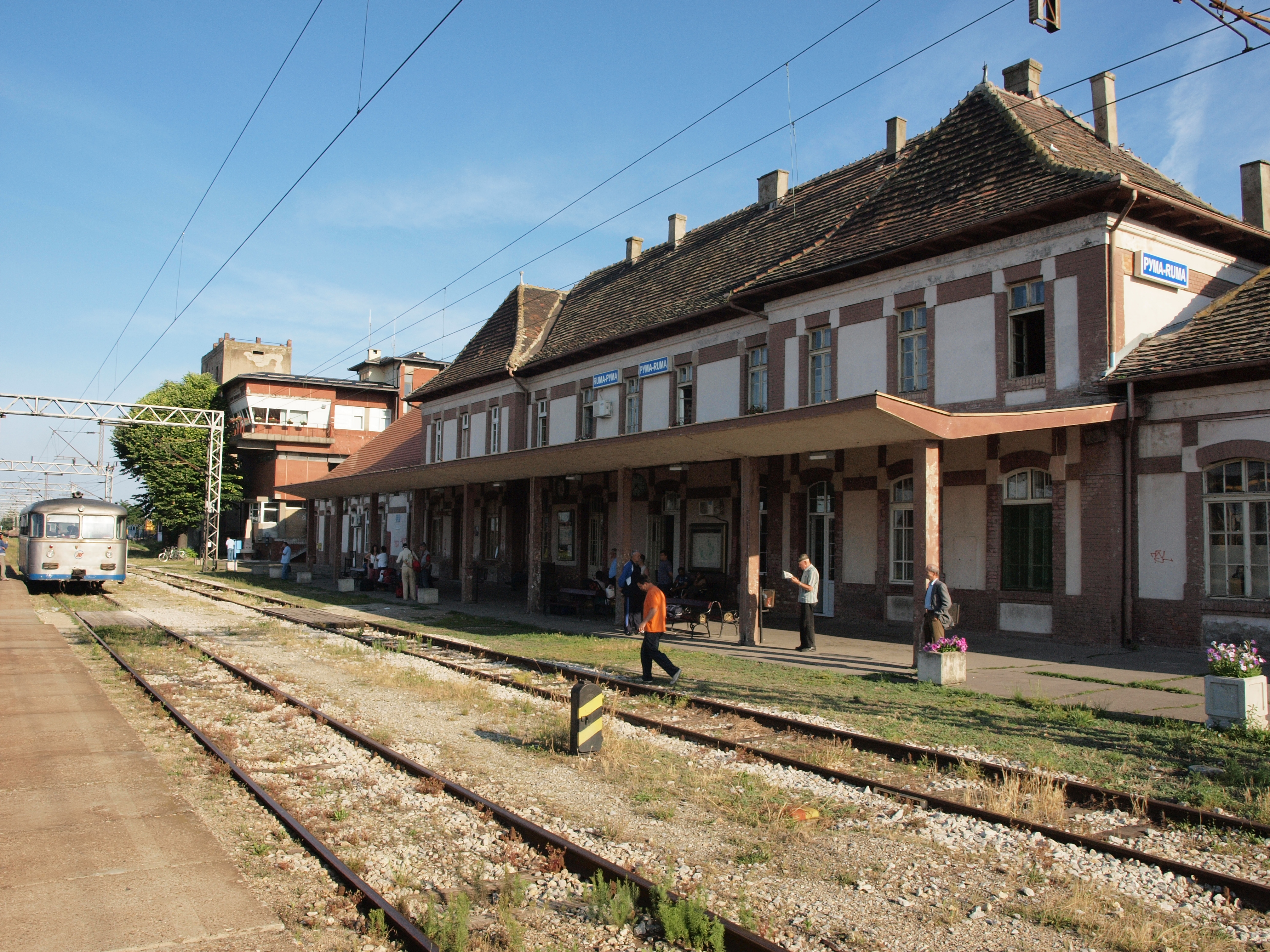
Bahnhof von Ruma

Bis zum 5. Februar hatte der Panzerzug keine Einsatzfahrten. Erst am 6. Februar unternahm er eine Sicherungsfahrt nach Markovac und wieder zurück. Diese verlief ohne Vorkommnisse. Am 20. Februar erreichte den Panzerzug ein Funkspruch der 704. Infanterie-Division mit dem Befehl, sich zum deutsch-kroatischen Bahnsicherungsstab in Bewegung zu setzen und sich bei Major Holsterbach zu melden. Um 6 Uhr morgens des 21. Februar setzte sich der Panzerzug von Lapovo aus über Belgrad nach Ruma in Bewegung. Gegen Mitternacht traf er dort ein und meldete sich am nächsten Tag beim Kommandeur des Sicherungsabschnitt C. Dort erhielt er die Aufgabe, bis zum 25. Februar die Bahnstrecke westlich und östlich von Ruma bis Vinkovci und Semlin zu sichern. Kurze Zeit später rückte er über Inđija nach Semlin aus. In Inđija führte der Kommandant des Panzerzuges eine Besprechung mit dem Kompaniechef der dortigen volksdeutschen Bahnsicherungskompanie. Danach rückte er weiter aus bis Semlin und fuhr am gleichen Abend zurück bis nach Batajnica.
Am nächsten Morgen fuhr er ohne Vorkommnisse weiter bis nach Ruma. Noch am gleichen Vormittag gab es eine erneute Lagebesprechung und um 20 Uhr rückte der Panzerzug zu einer Sicherungsfahrt über Kurujevci (Lage) nach Šid aus. Noch in der gleichen Nacht fuhr er auf derselben Strecke wieder zurück nach Ruma. Im Laufe der Tage unternahm er erneut mehrere Sicherungsfahrten. Am 25. Februar erreichte den Panzerzug eine Meldung über einen Partisanenangriff, welcher sich kurze Zeit später als Falschmeldung herausstellte. Gegen Mittag des 26. Februar rückte der Panzerzug wieder nach Belgrad ab und erreichte den seinen neuen Heimatbahnhof Mladenovac. Die restlichen Tage im Februar wurde der Panzerzug gewartet und Material aufgefrischt.
Im März wurde der Panzerzug erneut dem Kommandeur des Sicherungsabschnitt C unterstellt. Ab dem 2. März fuhr der Panzerzug wieder nach Ruma und nahm an einer Lagebesprechung teil. Um Mitternacht unternahm der Panzerzug eine Sicherungsfahrt über Hrvatska Mitrovica nach Šid. Dabei wurden die Sicherungsposten und -streifen an der Strecke kontrolliert und versorgt. Um 6 Uhr morgens des 3. März fuhr der Panzerzug wieder zurück nach Ruma. Bis zum 6. März unternahm der Panzerzug mehrere Sicherungsfahrten und setze immer wieder Kräfte zu Fuß ab, welche am folgenden Tag wieder aufgenommen wurden.
Am 7. März wurden dem Panzerzug ein Offizier und 35 Mannschaften einer volksdeutschen Einsatzstaffel unterstellt. Zusammen sollten sie in den Dörfern Kuzmin und Martinci (Lage) nach Partisanen durchsuchen. Kuzmin konnte aufgrund Zeitmangels nur flüchtig durchsucht werden und blieb ergebnislos. Gegen 16 Uhr kam es bei den südlich eingesetzten Truppen zu einem Feuergefecht mit flüchtenden Partisanen. Dabei wurde ein Partisan getötet und drei gefangen genommen. Bei der Durchsuchung von Martinci wurde lediglich der Lauf eines Maschinengewehr 34 gefunden. Auch hier kam es zu einem kurzen Feuergefecht, wobei ein Partisan gefangen genommen werden konnte. Um 19:30 Uhr wurde das Unternehmen beendet und die ausgebooteten Truppen kehrten zum Panzerzug zurück. Im Anschluss fuhr er nach Kukujevci (Lage), nahm vier Verwundete eines zuvor entgleisten Personenzuges auf und brachte sie nach Hrvatska Mitrovica. Im Anschluss fuhr er weiter nach Ruma.
Bis zum 12. März unternahm der Panzerzug wieder Sicherungsfahrten, welche ohne Vorkommnisse verliefen. Am 13. März sollte eine erneute Durchsuchung der Ortschaft Kuzmin stattfinden. Dazu wurden dem Panzerzug die 4. /II. Ber. Btl. d. F. S. 2, die 1. /I. Jägerbataillon 1 und die 4. /F. S. Btl. XII 2 unterstellt. Der Befehl lautete, am Ost-, Nord- und Westrand des Dorfes die Bereitstellungsräume zu beziehen und bei den ersten Sonnenstrahlen das Dorf zu durchsuchen. Im Süden wurden die Ustascha positioniert. Die Durchsuchung verlief planmäßig und alle Festgenommenen und Verdächtigen wurden den Ustascha übergeben. Gegen Nachmittag kehrte der Panzerzug wieder zurück nach Ruma. Am 15. März wurde der Panzerzug wieder der 704. Infanterie-Division unterstellt und kehrte nach Mladenovac zurück.
Am 18. März wurden zwei Gruppen des Panzerzuges und Teile des Pionier-Lehrbataillon Mladenovac auf Lastkraftwagen verladen und nach Amerić (Lage) gebracht. Dort sollte eine überraschende Ortsdurchsuchung stattfinden. Dabei kam es zu einem kurzen Feuergefecht mit fliehenden Partisanen, doch sonst gab es keine Ergebnisse der Durchsuchung. Um 22 Uhr kehrten die Truppen zum Panzerzug zurück. Am 19. März traf ein Befehl der 704. Infanterie-Division ein, in dem das sofortige abrücken des Panzerzuges nach Slavonski Brod befohlen wurde. Dort sollte er dem Kommando des deutschen Eisenbahn-Sicherungsstabes unter Oberst von Larisch unterstellt werden. Gegen Mittag rückte der Panzerzug ab und traf in Slavonski Brod am 20. März gegen Mittag ein. Nach einer Lagebesprechung vor Ort wurde der Panzerzug vom Kommandeur in ständige Alarmbereitschaft versetzt. Die restlichen Tage im März verbrachte der Panzerzug mir Sicherungsfahrten und Aufklärungsmissionen durch abgesetzte Infanterie.
Ab April unternahm der Panzerzug mehrere Sicherungsfahrten im Bereich Agram. Am 12. April wurden zwei Grenadierkompanien aus Ruma dem Panzerzug unterstellt. Zusammen sollten sie den stark partisanenverdächtigen Ort Šašinci (Lage) durchsuchen. Die unterstellten kroatischen Verbände sollte den Osten, Westen und Süden des Ortes sichern. Der Norden wurde durch den Panzerzug mit fünf verstärkten Infanteriegruppen gesichert. Nachdem die Stellungen bezogen wurden, begann die Operation um 6 Uhr morgens. Sämtliche Männer sollten festgenommen werden und durch den Polizeichef von Ruma verhört werden. Um 13 Uhr wurde die Operation beendet und der Panzerzug fuhr zurück nach Ruma. Zehn Männer wurden als Partisanen identifiziert und den kroatischen Einheiten übergeben. In Slavonski Brod traf der Panzerzug gegen 23 Uhr ohne Vorkommnisse ein. Die restlichen Tage im April wurden mit Sicherungsfahrten oder Ausbildung der Besatzung, sowie der Wartung des Panzerzuges verbracht.
Auch im Mai 1943 war der Panzerzug weiterhin der 104. Jäger-Division, seit 1. April umbenannte 704. Infanterie-Division, unterstellt. Die ersten Tage im Mai verliefen mit Sicherungsfahrten und Ausbildung der Besatzung ohne Vorkommnisse. Am 19. Mai rückte der Panzerzug um 22:30 Uhr nach Garčin zu einer Sicherungsfahrt ab. Ein geplanter Angriff auf das Dorf wurde durch das Eintreffen des Panzerzuges vereitelt. Nachdem der Panzerzug auf der Strecke pendelte und Infanterie absetzte, traten keine weiteren Partisanen mehr in Aktion. Daraufhin fuhr der Panzerzug im 5:30 Uhr am 20. Mai zurück nach Slavonski Brod. Auch der restliche April verlief ohne Vorkommnisse. Bis zum 31. Mai 1943 hatte der Panzerzug bereits 150 Sicherungsfahrten seit seiner Aufstellung unternommen.
Bis zum 21. Juni war der Panzerzug mit Sicherungsfahrten beschäftigt. Am 22. Juni unternahm er eine Sicherungsfahrt auf der Eisenbahnstrecke zwischen Nova Kapela (Lage) und Nova Gradiška. Gegen Mitternacht fuhr er weiter in Richtung Okucani (Lage) mit zwei aufgenommenen Gruppen Ustascha. Im weiteren Streckenverlauf wurden Zerstörungen an den Eisenbahn-Nachrichtenanlagen festgestellt. Bei der Ortschaft Dragalić wurde mehrfach kurzes Flak- und Infanteriefeuer auf verdächtige Bewegungen im Gelände abgegeben. Aufgrund der Dunkelheit konnte keine Wirkung festgestellt werden. Zwei ausgesetzte Infanteriegruppen blieben ohne Feindbegegnung. Um 2:30 Uhr, am 23. Juni, traf der Panzerzug in Okucani ein. Da es zu keinerlei Feindberührung kam, fuhr der Panzerzug um 2:45 Uhr wieder zurück. Als er erneut in Dragalić ankam, meldeten kroatische Gruppen Feindberührung in Medari (Lage) und Mašić (Lage). Daraufhin nahm der Panzerzug die Orte mit je 50 Schuss aus der Artillerie unter Feuer. Nach erfolgreichen Beschuss der Dörfer fuhr der Panzerzug um 5 Uhr zurück nach Slavonski Brod. Um 7 Uhr traf er ohne weitere Vorkommnisse dort ein.
Am 24. Juni fuhr der Panzerzug um 1 Uhr zu einer gemeldeten Sprengung, zwei Kilometer westlich von Nova Kapela (Lage), allerdings ohne nennenswerten Schäden. Bevor die Besatzung mit der Ausbesserung begann, wurde ein verdächtiger Geländeabschnitt mit Flak- und Infanteriefeuer unter Feuer genommen. Um 2:15 Uhr, nachdem die Ausbesserung abgeschlossen war, vernahm die Besatzung mehrere Detonationen. Umgehend begann der Panzerzug mit einer Pendelfahrt zwischen Staro Petrovo Selo und Nova Kapela. Dennoch konnten keine weiteren Informationen zur Lage gewonnen werden. Gegen 6:30 Uhr kehrte der Panzerzug nach Slavonski Brod zurück. Die restlichen Tage im Juni fuhr der Panzerzug in der Nacht Sicherungsfahrten ohne Vorkommnisse.
Am 1. Juli war der Panzerzug gegen 21:30 Uhr auf seiner 162. Sicherungsfahrt von Slavonski Brod in Richtung Agram. Als er in Nova Gradiška ankam, erreichte ihm die Meldung, dass der Panzerzug 64 zwischen Okucani und Rajić (Lage) auf eine Mine aufgefahren war und durch starke Partisanenkräfte angegriffen worden sei. Umgehend fuhr der Panzerzug 6 zurück zur Sprengstelle und unterstützte den Panzerzug 64, welcher sich immer noch in einem schweren Feuerkampf befand. Das Gefecht der beiden Panzerzüge gegen Partisanen dauerte bis 2:15 Uhr, als sich die Partisanen zurückzogen. Als am 2. Juli die Sonne aufging verhinderte starker Nebel eine umgehende Aufklärung. Nachdem sich der Nebel gelichtet hatte, konnten erste Aufklärungsergebnisse erzielt werden. Eine Gruppe von 300 bis 400 Mann hatten mir sechs Maschinengewehren nördlich und südlich der Sprengstelle Stellung bezogen und den Panzerzug 64, nach dem Auffahren auf die Mine, angegriffen. Durch das konzentrierte Feuer beider Panzerzüge hatten sich die Partisanen, unter Mitnahme von Toten und Verwundeten, nach Norden ins Gebirge zurückgezogen. Nachdem der entgleiste Abstoßwagen des Panzerzug 64 wieder auf die Gleise gehoben wurde, fuhr der Panzerzug 6 mit drei Verwundeten zurück nach Slavonski Brod. Die Verwundeten stammten von einem nahe Rajic überfallenen Öltransport.
Gegen 19:30 Uhr des 2. Juli erhielt der Panzerzug 6 vom Panzerzug 64 die Meldung, dass mit Partisanen auf der Bahnstrecke bei Nova Kapela zu rechnen sei. Unter Mitnahme von 150 Mann von Infanterie-Bereitschaftskräften, fuhr der Panzerzug 6 nach Nova Kapela und verblieb dort zwei Stunden in Alarmbereitschaft. Nachdem es keine Vorkommnisse gab, fuhr er nach Nova Gradiška und zurück nach Slavonski Brod.
Bis zum 17. Juli wurden einige Sicherungsfahrten und Wartungsarbeiten am Panzerzug vorgenommen. Gegen 21 Uhr am 17. Juli rückte der Panzerzug zu seiner 171. Sicherungsfahrt in Richtung Belgrad aus. An Bord befanden sich zwei Kriegsberichterstatter (Dr. Rabe, Unteroffizier Kiosche), welche den Einsatz des Panzerzuges in Wort und Bild begleiteten. Daraufhin wurde ein schulmäßiger Einsatz von Pionier- und Infanteriekräften des Panzerzuges am 18. Juli auf dem Bahnhof Strizivojna-Vrpolje (Lage). Gegen Abend kehrte er zurück nach Slavonski Brod.
Am 25. Juli, gegen 21:30 Uhr, begann die 176. Sicherungsfahrt bis nach Staro Petrovo Selo. In der Nacht stand der Panzerzug vor Ort und war in Alarmbereitschaft. Gegen 2:30 Uhr wurde er von kroatischem Bahnpersonal alarmiert. In der Nähe der Station waren Sprengungsvorbereitungen entdeckt worden. Umgehend wurden die Infanteriekräfte des Panzerzuges abgesetzt und mit einer Untersuchung des umliegenden Geländes durchgeführt, allerdings ohne Ergebnis. Anschließend kehrte der Panzerzug nach Slavonski Brod zurück. Zwischen Sibinj (Lage) und Slavonski Brod wurde ein Behelfsbunker einer kroatischen Brückenwache überfallen und angezündet. Die Untersuchen vor Ort wurden bereits durch den Hilfspanzerzug D 209 unternommen. Bis zum Ende des Monats Juli hatte der Panzerzug insgesamt 179 Sicherungsfahrten seit der Aufstellung unternommen.
Am 4. November befand sich der Panzerzug auf einer Sicherungsfahrt zwischen Nova Gradiška und Petrova Selo. Am 19. November fuhr er östlich von Garčin auf eine Mine auf, welche direkt hinter der Panzerzuglokomotive zündete. zwei wagen wurden dabei schwer und drei leicht beschädigt. Daraufhin zog er sich zurück und war bis zum Ende des Jahres nicht einsatzbereit.

### 1944
Am 14. Januar wurde der Panzerzug gegen Partisanen im Bereich Sladinik eingesetzt. Dabei wurde er erneut beschädigt und musste sich für Reparaturen zurückziehen. Diese dauerten vom 26. Januar bis zum 1. März 1944.
Am 19. März wurde der Panzerzug 6, zusammen mit dem Panzerzug 64, nach Kiskunhalas verlegt und auf der Eisenbahnstrecke zwischen Belgrad und Budapest eingesetzt. Zehn Tage lang operierte er in diesem Gebiet, ohne jegliche Vorkommnisse. Am 29. März kehrte er zu seinem Heimatstandort nach Slavonski Brod zurück. Am 23. April wurde der Panzerzug bei einer Minenexplosion während einer Sicherungsfahrt erheblich beschädigt und zum Reichsbahnausbesserungswerk Marburg zur Reparatur geschickt.
Mit dem Abschluss der Reparaturen im September, wurde er Panzerzug in Donji Andrijevci stationiert. Am 30. September wurde er nach Betschkerek verlegt. Am 1. Oktober stieß er bei einer Erkundungsfahrt vor der Ortschaft Banatsko Aleksandrovo auf die Spitze sowjetischer Truppen. Diese eröffneten umgehen das Feuer und der Panzerzug erhielt mehrere Treffer durch Panzerabwehrkanonen. Drei Soldaten, darunter der Kommandant und der technische Führer, kamen dabei ums Leben. Im weiteren Verlauf des Gefechts erhielten die Geschütztürme und Panzerzuglokomotive mehrere Treffer, sodass der Panzerzug gefechtsunfähig wurde und abgeschleppt werden musste. Eine ungepanzerte Dampflokomotive schleppte die Reste des Panzerzuges nach Szőreg. Vor Ort mussten die Reste des Panzerzuges gesprengt werden, da die Eisenbahnbrücke Szegedin gesprengt war und ein Weiterkommen nach Szeged nicht mehr möglich war. Am 12. Oktober 1944 wurde der Panzerzug 6 offiziell aufgelöst und aus den Listen gestrichen.

## Zugpersonal
Die Erstbesatzung des Panzerzuges bestand hauptsächlich aus infanteristischen Kräften. Beim Panzerzug 6 wurde diese vom Infanterie-Ersatzbataillon 43 aus Insterburg und der Artillerie-Ersatzabteilung 37 gestellt. Die Nachrichten- und Sanitätstruppen wurden von der Ersatzabteilung des Generalkommando I gestellt.
Mit der Ausstattung durch Flakgeschütze, wurde die Bedienung dieser durch das Flak-Ersatzbataillon (motorisiert) 52 aus Bremen gestellt.

### Führungsgruppe
- Panzerzugkommandant[28]
  - Major Ernst Line (August 1939 – Juni 1941)
  - Oberleutnant Franz Kubrat (Juni 1941 – April 1942)
  - Hauptmann Eberhard Mertins (April 1942 – Juni 1943)
  - Oberleutnant Josef Krülls (Juli 1943 – Februar 1944)
  - Hauptmann Johann Wortz (Februar 1944 – † 1. Oktober 1944)
- stellvertretender Panzerzugkommandant
  - Oberleutnant d. R. Josef Krülls (ab April 1943)
- Schreiber
  - Unteroffizier Erich Mikoleit (bis Januar 1943)[17]
  - Obergefreiter Walter Polley (ab Januar 1943)[17]

### Artilleriegruppe
- Artilleriekommandeur
  - Oberleutnant d. R. Josef Krülls
- Geschützführer
  - Stabsgefreiter Herbert Zippel (bis Januar 1943)[17]
  - Obergefreiter Albert Büsen (ab Januar 1943)[17]
- Kanonier
  - Obergefreiter Erich Lach[22]
  - Obergefreiter Artur Rauch[20]

### Flakgruppe
- Geschützführer
  - Obergefreiter Willi Steirl (bis Januar 1943)[16]
  - Obergefreiter Herbert Hofmann (ab Januar 1943)[17]
- Kanonier
  - Gefreiter Heinrich Witte[20]

### M. G.-Gruppe
- Zugführer
  - Leutnant Erwin Neumann (bis Februar 1943)
  - Leutnant Heinz Frentzel (ab Februar 1943)
- s. M. G.-Schütze
  - Obergefreiter Richard Gehlhaar
  - Soldat Leo Manderscheid

### Nachrichtengruppe
- Truppführer
  - Unteroffizier Fritz Jurkat (ab Januar 1943)[17]
  - Unteroffizier Erich Mikoleit (Januar 1943 – Mai 1943)[17]
  - Unteroffizier Klaus Bludau (ab Mai 1943)[20]
- Funker
  - Obergefreiter Gerd Seidel (ab März 1943)[18]
  - Soldat Johann Schütz (ab März 1943)[18]

### Sanitätsgruppe
- Sanitätspersonal
  - Unteroffizier Albert Hecht (ab April 1941)[16]

### Technisches Personal
- technischer Führer
  - Feldwebel Alfred Haschke[19]
- Lokführer
  - Unteroffizier Karl Obernowitz (ab August 1939)[19]
  - Unteroffizier Erich Latocha (ab April 1943)[19]

### Weiteres Personal
- Panzerzugpersonal
  - Feldwebel Mikoleit[19]
  - Unteroffizier Bruno Boegel[16]
  - Unteroffizier Eisenberg[19]
  - Unteroffizier Rauch[19]
  - Unteroffizier Erich Raupt[20]
  - Stabsgefreiter Heinz Böhm[19]
  - Stabsgefreiter Wilhelm Schleper[18]
  - Obergefreiter Walter Anscheit[21]
  - Obergefreiter Bergmann[18]
  - Obergefreiter Karl Drosse[16]
  - Obergefreiter Frank[18]
  - Obergefreiter Erich Grimm[18]
  - Obergefreiter Werner Heinritz[16]
  - Obergefreiter Herbert Hofmann[16]
  - Obergefreiter Erich Jurgeit[18]
  - Obergefreiter Fritz Link[18]
  - Obergefreiter Kurka[18]
  - Obergefreiter Minuth[16]
  - Obergefreiter Nikolaus Mundorf[16]
  - Obergefreiter Josef Rautenberg[16]
  - Obergefreiter Hans Schwarz[16]
  - Obergefreiter Karl Voigt[16]
  - Gefreiter Fritz Holste[22]
  - Gefreiter Erwin Schmitt[18]
  - Soldat Anton Hendrichs[18]
  - Soldat Boris Riebensahm[20]

## Zugzusammensetzung
Die Auflistung der Wagen bezieht sich jeweils von vorne nach hinten.
| 1939                | 09/1939 – 05/1942   | 09/1942 – 05/1944   |
| ------------------- | ------------------- | ------------------- |
|                     | Abstoßwagen         | Abstoßwagen         |
| Abstoßwagen         | Artilleriewagen     | Panzer-Triebwagen   |
| Sturmwagen          | Sturmwagen          | Kommandowagen       |
| Kommandowagen       | Kommandowagen       | Flakwagen           |
| Sturmwagen          | Flakwagen           | Schlepptender       |
| Panzerzuglokomotive | Panzerzuglokomotive | Panzerzuglokomotive |
| Schlepptender       | Schlepptender       | Schlepptender       |
| Sturmwagen          | Flakwagen           | Flakwagen           |
| Kommandowagen       | Kommandowagen       | Kommandowagen       |
| Sturmwagen          | Artilleriewagen     | Panzer-Triebwagen   |
| Abstoßwagen         | Sturmwagen          | Abstoßwagen         |
|                     | Abstoßwagen         |                     |